# Referèndum sobre el projecte de metròpolis d'Osaka de 2020
El referèndum sobre el projecte de metròpolis d'Osaka de 2020 (en japonès:大阪市を廃止し特別区を設置することについての投票) és un referèndum a la ciutat d'Osaka previst per al diumenge 1 de novembre de 2020. En el cas d'una eventual victòria del "sí", la ciutat d'Osaka seria dissolta i reorganitzada en districtes especials similars als de Tòquio, deixant així d'existir la ciutat d'Osaka. Aquest és el segon referèndum sobre el projecte metropolità d'Osaka; el primer fou el 2015, on va guanyar el "no" a la dissolució de la ciutat per un estretíssim marge de diferència.

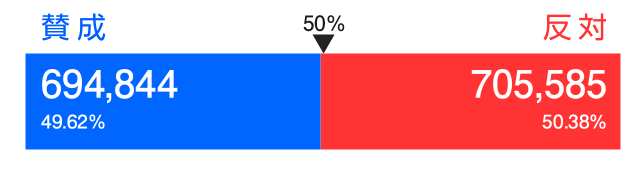
Resultats del 2015: En blau, els vots a favor; en roig, els contraris

Resultats del 2015 per districte

### Posició dels partits
- Demanaren el "sí" al referèndum: Partit de la Restauració d'Osaka (Nippon Ishin no Kai) i Kōmeitō
- Demanaren el "no" al referèndum: PLD, PDC, PCJ i PSD

Els partits polítics que estàn a favor del "sí" són el PRO, impulsor de la iniciativa i els demo-budistes, els quals donen suport parlamentari als primers tant en l'assemblea prefectural com al consell municipal. La principal diferència respecte al referèndum del 2015 és que en aquell els demo-budistes demanaren el "no", mentres que en aquest de 2020 demanaren el "sí".

### Campanya electoral
- Comissió electoral: "Anem-hi! Vota" (行こう!投票, Ikō! Tōhyō)[6]
- PRO: "Vinga, junts cap a una nova Osaka" (さぁ、あたらしい大阪をともに, Sā, atarashi Ōsaka wo tomo ni)[7][8]
- Kōmeitō: "Vinga, cap a la realització del model metropolità d'Osaka. Estic d'acord amb el model metropolità!" (さぁ大阪都構想の実現へ。都構想賛成!, Sā Ōsaka-to kōsō no jitsugen he. To kōsō sansei!)[9]
- PLD: "La ciutat d'Osaka desapareix del Japó. L'últim dia tú pots aturar-ho." (日本から大阪市がなくなる。それを阻止できる最後の日。, Nippon kara Ōsaka-shi ga nakunaru. Sore wo soshi dekiru saigo no hi.)[10]

## Resultats
L'1 de novembre de 2020, en eixir derrotada la proposta per 17.167 vots, Ichirō Matsui va anunciar que en acabar el seu mandat com a alcalde, previsiblement el 2023, abandonaria la política. Aquesta decisió ja l'havia anunciada abans que es fera el referèndum i sempre supeditada a la derrota de la seua proposta política.